# Communauté de communes de la Brie des Templiers
La communauté de communes de la Brie des Templiers est une ancienne communauté de communes française, située dans le département de Seine-et-Marne en région Île-de-France.

## Historique
Créée le 29 décembre 1998, elle fusionne le 1er janvier 2013 avec la communauté de communes Avenir et développement du secteur des Trois Rivières pour donner naissance à la communauté de communes du Pays de Coulommiers.

## Composition
La communauté de communes de la Brie des Templiers regroupait 8 communes :
- Aulnoy
- Boissy-le-Châtel
- Chauffry
- Coulommiers
- Giremoutiers
- Maisoncelles-en-Brie
- Mouroux
- Saint-Augustin